# Кафтанов, Виталий Сергеевич
Виталий Сергеевич Кафтанов (03.12.1931, Москва — 14.09.2006, Варна) — российский физик, доктор физико-математических наук (1965), профессор (1966), зам. директора ИТЭФ (1991—2005), первый советский учёный в ЦЕРН (1963—1968).
Сын Сергея Васильевича Кафтанова — министра высшего образования СССР, и Галины Сергеевны Марковой (1909—1981), старшего научного сотрудника НИОХИ им. Карпова, дочери инженера Сергея Дмитриевича Маркова.
Работал в Институте теоретической экспериментальной физики (ИТЭФ) с 1958 года после окончания отделения строения вещества физфака МГУ.
В 1963 г. защитил кандидатскую диссертацию и был командирован в Швейцарию, стал первым советским учёным в ЦЕРН (1963—1968).
С 1968 г. заведующий лабораторией нейтринной физики, руководил созданием установки ИТЭФ для нейтринных исследований на У-70 в Протвино, с помощью которой были выполнены многолетние измерения нейтринных взаимодействий.
В 1991—2005 гг. зам. директора ИТЭФ, с 2005 г. советник дирекции. С 1992 г. снова командирован в ЦЕРН, возглавлял один из сегментов работы по созданию Большого адронного коллайдера.
Доктор физико-математических наук (1965), профессор (1966). Докторская диссертация:
- Исследование взаимодействий нейтрино высоких энергий в искровых камерах : диссертация … доктора физико-математических наук : 01.00.00. — Москва, 1965. — 138 с. : ил.

Сочинения:
- Взаимодействие нейтрино высоких энергий с адронами и лептонами [Текст] : (Конспекты лекций). — Москва : [МИФИ], 1975. — 40 с. : черт.; 20 см.
- Что можно достичь сегодня в поиске ?µl рассеяния? [Текст] / В. С. Кафтанов, М. А. Кубанцев, В. Д. Хованский. — Москва : [б. и.], 1973. — 15 с. : черт.; 25 см. — (Институт теоретической и экспериментальной физики; ИТЭФ-24).
- Нейтринная физика на ускорителях//Природа. 1977. № 4. С. 25.

Автор статей в БСЭ.
Награждён орденом Трудового Красного Знамени и двумя медалями.
Умер на научной конференции в Варне.
Сын — Андрей Витальевич Кафтанов (р. 1960), архитектор.